# Phyllanthus ciccoides
Phyllanthus ciccoides är en emblikaväxtart som beskrevs av Johannes Müller Argoviensis. Phyllanthus ciccoides ingår i släktet Phyllanthus och familjen emblikaväxter.

## Underarter
Arten delas in i följande underarter:
- P. c. ciccoides
- P. c. puberulus